# この子を残して
『この子を残して』（このこをのこして）は、永井隆の随筆、またそれを原作とした木下惠介監督の映画。

## 随筆
1948年4月30日脱稿。同年、講談社より出版されベストセラーとなった。初版本は絶版となっていたが、戦後60年となる2005年8月に復刻版（発行：秋津書舎、発売：七つ森書館）が出版された。
永井は、旧制長崎医科大学（現在の長崎大学医学部）で放射線医学担当の助教授・医局員となり、第二次世界大戦が始まる前からレントゲンによる放射線に被曝し、1945年6月には白血病と診断されていた。さらに、1945年8月9日11時2分、原爆によって被爆し、妻を亡くす。この著書は、自分の子供を残して死んでゆく悔しさと、自分の専門にかかわる病気と戦争で死ぬ悔しさを訴えたものである。

## 映画
木下惠介監督がメガホンを取り、1983年に公開された。松竹・ホリ企画の共同製作、松竹配給。文部省推薦。この作品は『長崎の鐘』、『長崎の歌は忘れじ』、『TOMORROW 明日』などと並び、長崎市への原子爆弾投下を扱った数少ない作品の一つである。反戦映画として、主演の加藤剛（永井役）、および淡島千景（永井の義母・ツモ役）に、戦争を非難する数多くの言葉を語らせている。
現在はハウステンボスとなっている佐世保市の旧針尾工業団地に、浦上天主堂など当時の浦上地区を再現した広大なオープンセットを建てて撮影された。原爆投下のシーンを撮影する際、実際にセットを爆破し、峠三吉『にんげんをかえせ』、原民喜『水ヲ下サイ』の原爆詩に、木下忠司が作曲をした唄を流しながら、原爆投下の直後をリアルに再現した（一部、原爆投下後に広島・長崎で撮影された被爆者の写真を正確に再現したシーンもある）エンディングは圧巻である。興行的にはこの年の松竹作品の配収第5位となったものの、キネマ旬報のベスト・テンでの順位は12位にとどまり、1999年にVHSソフトが発売されて以降、単品でのDVD発売、およびレンタルも行われていなかった（『木下惠介DVD-BOX 第六集』の1枚としては発売された）が2013年12月5日、単品DVDが発売されレンタルも開始された。

### キャスト
- 永井隆：加藤剛
- 永井緑：十朱幸代
- 永井誠一：中林正智、山口崇（現在）
- 永井茅乃：西嶋真未
- ツモ：淡島千景
- 三岸昌子：大竹しのぶ
- 三岸静子：神崎愛
- 山崎敏江：麻丘めぐみ
- 佐川先生：福田豊土
- 松田陽一：加藤純平
- 平田重造：今福将雄
- 平田マツ：杉山とく子
- 山本卯太郎：山本亘
- 青木信太郎：浜田寅彦
- 国民学校老教師：野々村潔
- 誠一の妻（現在）：ひし美ゆり子

### スタッフ
- 監督：木下惠介
- 脚本：山田太一、木下惠介
- 音楽：木下忠司
- 撮影：岡崎宏三
- 編集：杉原よ志
- 特撮：成田亨